# Hortus conclusus

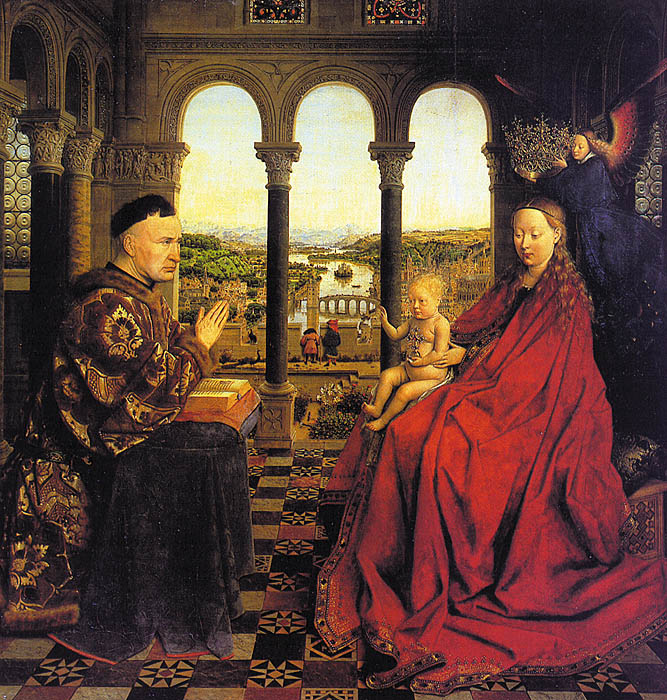
Jan van Eyck: De Maagd van kanselier Rolin (ca. 1435)

Hortus conclusus is Latijn en betekent letterlijk "(in)gesloten tuin". Deze term komt voor in de Latijnse vertaling van een strofe in Hooglied in de Hebreeuwse Bijbel die luidt:
Zusje, bruid,
een besloten hof ben jij,
een gesloten tuin,
een verzegelde bron.— Hooglied 4:12
 In het middeleeuwse christendom werd dit begrip belangrijk in de Mariaverering en hierdoor een belangrijk motief in de beeldende kunst.

## Interpretatie

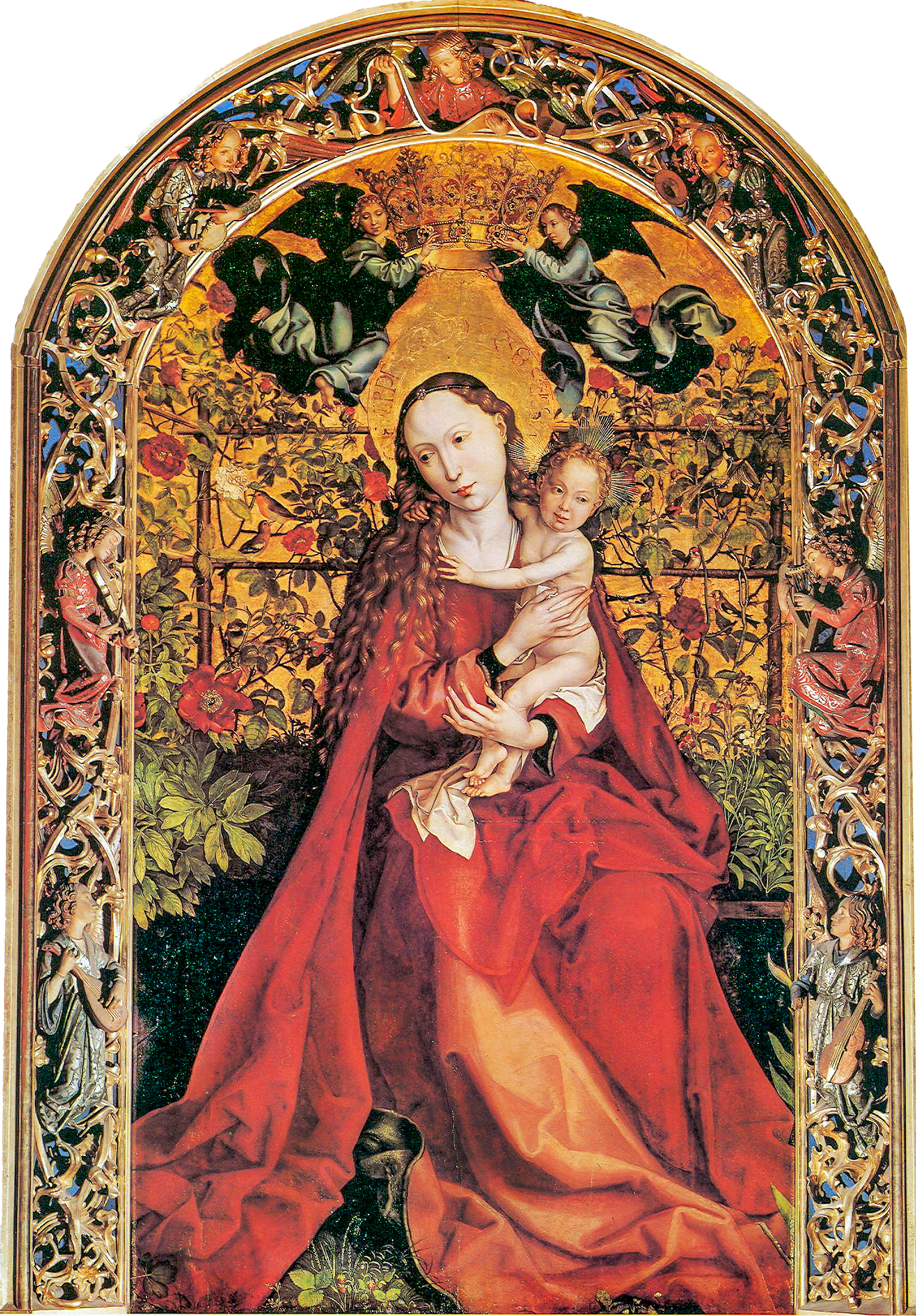
Martin Schongauer, 1473

Ambrosius van Milaan (339 - 397) zag in de bruid uit Hooglied de maagd Maria. Het Hooglied was daarom belangrijk bij de Mariaverering door christelijke mystici en de hortus conclusus werd een belangrijk motief in de beeldende kunst en ging gelden als symbool voor Maria.

## Concept

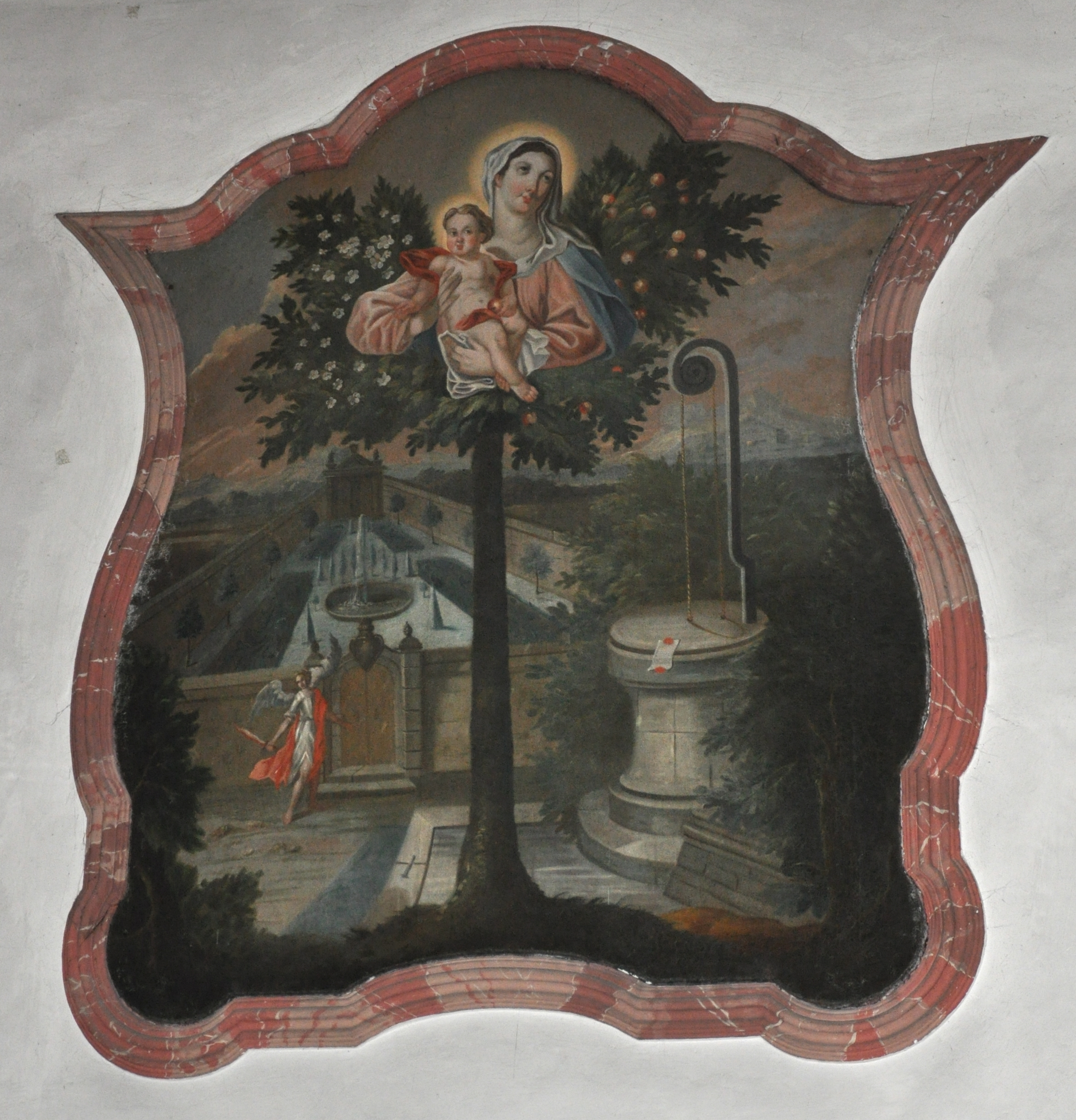
Wandschildering met hortus conclusus. Op de voorgrond de levensboom met Maria en Jezus. (Jacob Carl Stauder 1738)

Maria werd om bovenstaande reden in de laat-middeleeuwse en renaissance kunst afgebeeld nabij een besloten tuin. In het gebedsboek van Grimani staan de emblematische voorwerpen ten teken van de Onbevlekte Ontvangenis: de besloten tuin, de grote ceder, de bron van de levende wateren, de vruchtbare olijfboom, de bron in de tuin en de rozenstruik.
Het concept voldeed aan een aantal voorschriften die voornamelijk bij de aanleg van abdijtuinen en ook begijnhoven toegepast werden. De hortus conclusus beantwoordde aan een fundamentele drang naar introspectie en gaf uitdrukking aan een bijzondere visie op de natuur, een kosmische gerichtheid op het landschap. Niet alle middeleeuwse horti conclusi bevatten al deze details, vooral de olijfboom was vaak onvoldoende bestand tegen het klimaat.
In de schilderkunst van de 15de eeuw is het motief van de hortus conclusus opvallend aanwezig als onderdeel in een belangrijk christelijk beeldmotief: de annunciatie of Mariaboodschap. In de Zuidelijke Nederlanden werd de hortus conclusus in de 15de en 16de eeuw door religieuze vrouwen ook op een bijzondere manier vormgegeven als besloten hofje.
De populariteit van het annunciatiemodel loopt parallel met de herintroductie van het landschap in de westerse schilderkunst. De meeste aandacht gaat naar de Italiaanse renaissance: Fra Angelico, Piero della Francesca en Leonardo da Vinci zijn er ankerpunten in, ook de Madonna bij de fontein (Jan van Eyck) werd erop geïnspireerd. Verder komt het thema regelmatig in de muziek voor, zoals bij Gian Francesco Malipiero en Nicolas Gombert.
Twee pelgrimsoorden zijn in het Nederlandstalige cultuurgebied aan de Maagd Maria als besloten tuin gewijd. In het Groningen is er het beeld van de Bedroefde Moeder van Warfhuizen in de kluiskapel van Warfhuizen. Het andere heet "Onze Lieve Vrouw van Tuine" en wordt in de kathedraal van Ieper vereerd.
De bijzondere band met de architectuur en de tuinarchitectuur trekt het concept van de omsloten tuin ook open naar de hedendaagse kunst, ontdaan van zijn christelijke betekenis.

## Karakteristieken

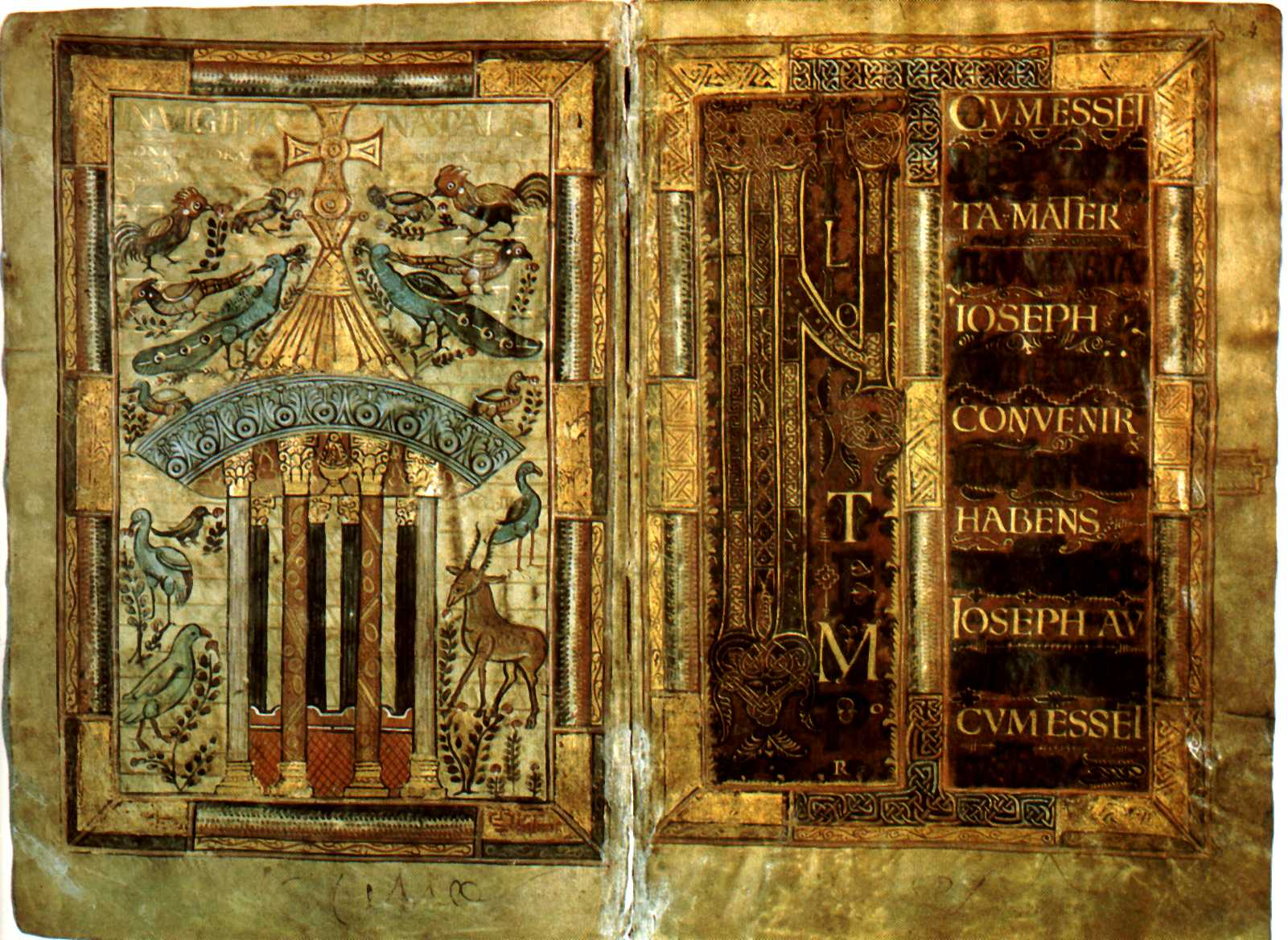
Godescalc-evangelistarium met een afbeelding van de levensfontein

Aangezien de hortus conclusus per definitie omsloten is, wordt hij typisch omgeven door een omheining. Deze kan gemaakt zijn van vitselstek (tenen vlechtwerk). Bij de abdijen is dit een kloostergang of ambulatorium. Dat is in principe een open gaanderij, waarvan de arcaden vrij doorzicht geven op de tuin. De oorsprong van deze colonnade lag in de typische bouw van de Romeinse villa's in de Gallo-Romeinse periode.
De omsluiting op zich verhinderde de vrije doorgang voor onbevoegden en hield ook de niet gevleugelde dieren buiten.
Centraal in de aldus omsloten ruimte staat de levensfontein, symbool van de oorsprong van alle leven, maar ook voor praktisch gebruik. Er werden altijd vier paden voorzien die van of naar de fontein leidden. Hiermee is de hortus conclusus gemodelleerd naar de Tuin van Eden in het Bijbelboek Genesis. Daarin is sprake van een bron in het midden van de tuin die zich in vier stromen vertakt om de tuin te bevloeien. Door die vier stromen werd het vierkant in vier kwadranten verdeeld. Daarin verscheen dan de uiteindelijke beplanting, vaak met kruiden, maar ook bloemen.
De uiteindelijk overgroeide ruïnes van Romeinse villa's die zo vaak hermaakt waren raakten net als de sites van benedictijnerkloosters hun plantentuinen al kwijt na enkele decaden verwaarlozing: "tuinarchitectuur is een veel vluchtiger kunstvorm dan architectuur, schilderkunst, muziek en vooral literatuur: haar meesterwerken verdwijnen zonder veel sporen na te laten." Maar "toen in 1070 de abdij van Monte Cassino werd herbouwd," werd aldus Georgina Masson, "de tuin beschreven als een paradijs in Romeinse stijl'", en zou in feite enkel "de aura van de grote klassieke traditie" hebben overleefd.
Het Liber ruralium commodorum van Pietro Crescenzi van Bologna werd vaak gekopieerd en herdrukt in de vijftiende en zestiende eeuw. Het was een praktische beschrijving bij de aanleg van een hortus conclusus. In de late middeleeuwen toonden schilderijen en verluchtingen van manuscripten de tuin allegorisch. Pas in de vijftiende eeuw begonnen, aanvankelijk in Italië bepaalde Europese tuinen de blik naar buiten te richten.

## Afbeeldingen

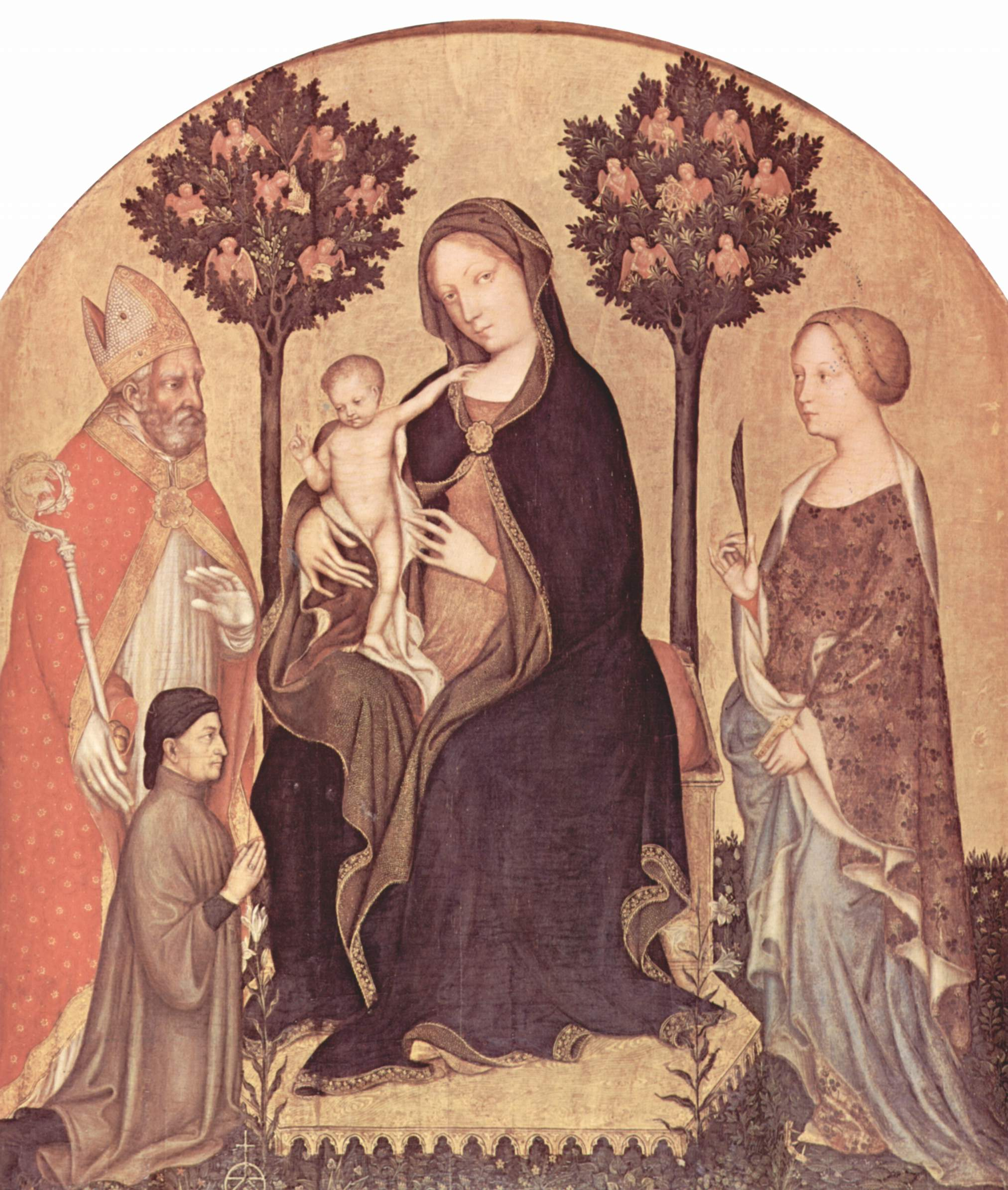
Gentile da Fabriano
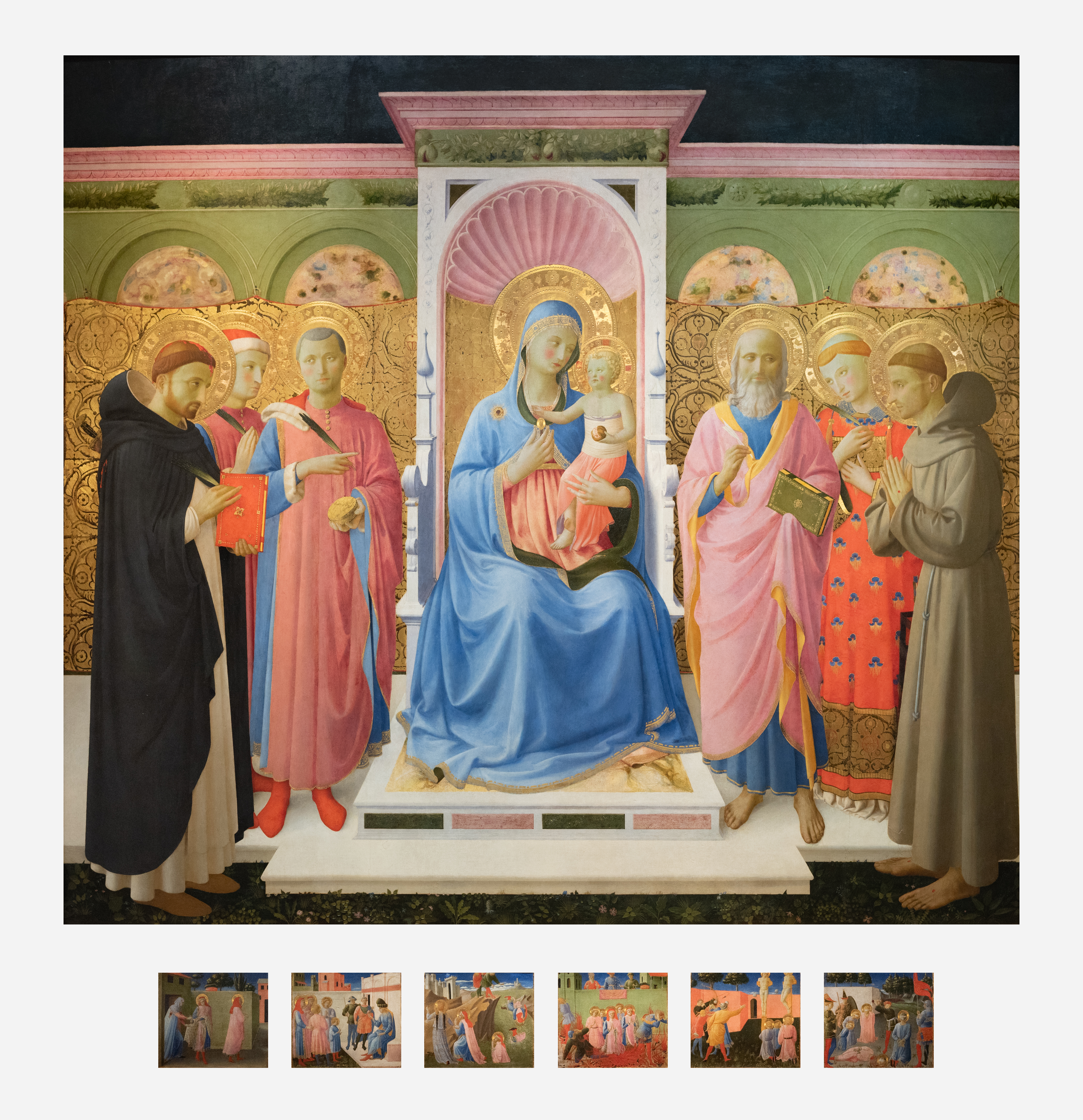
Fra Angelico
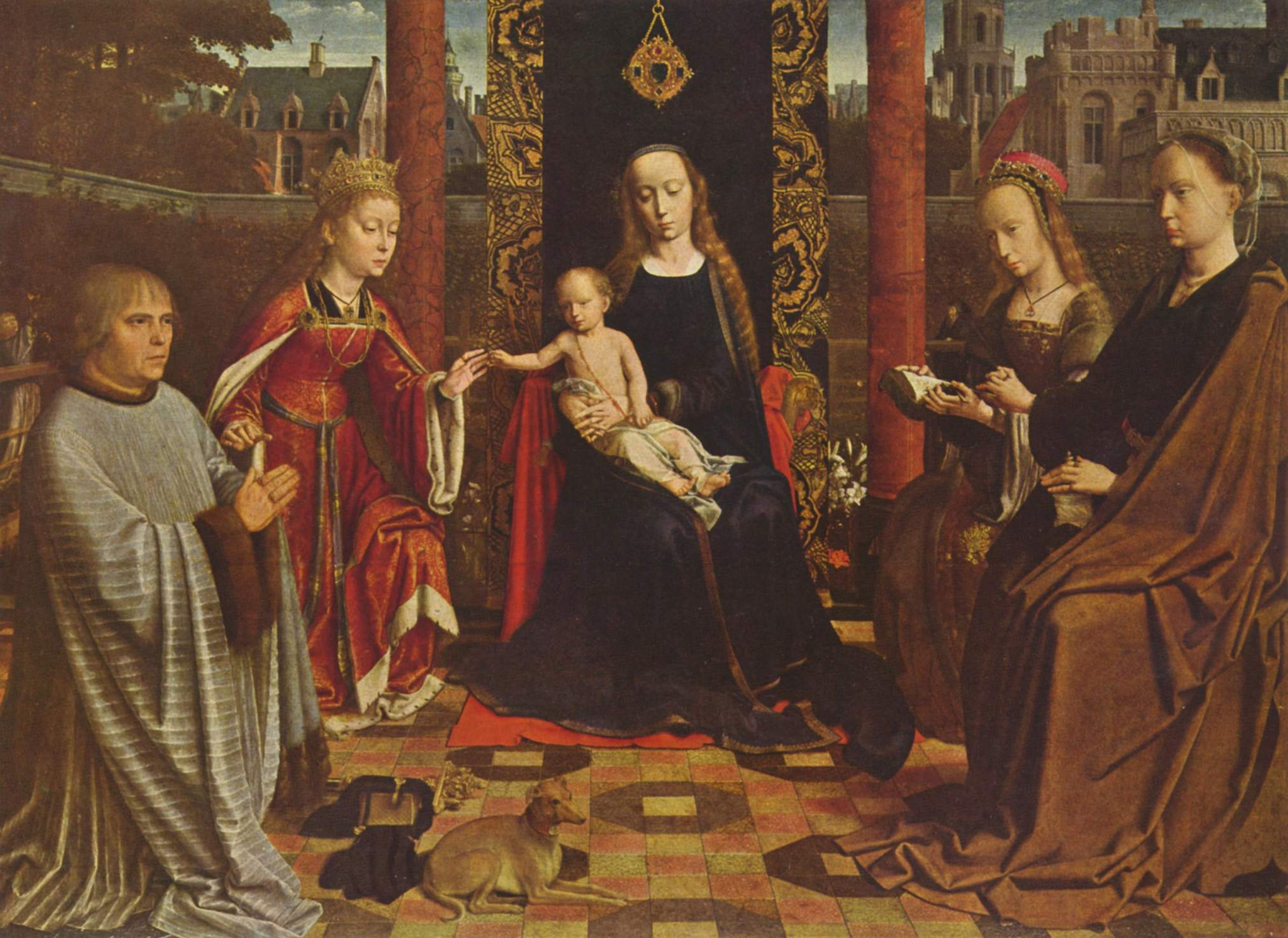
Gerard David
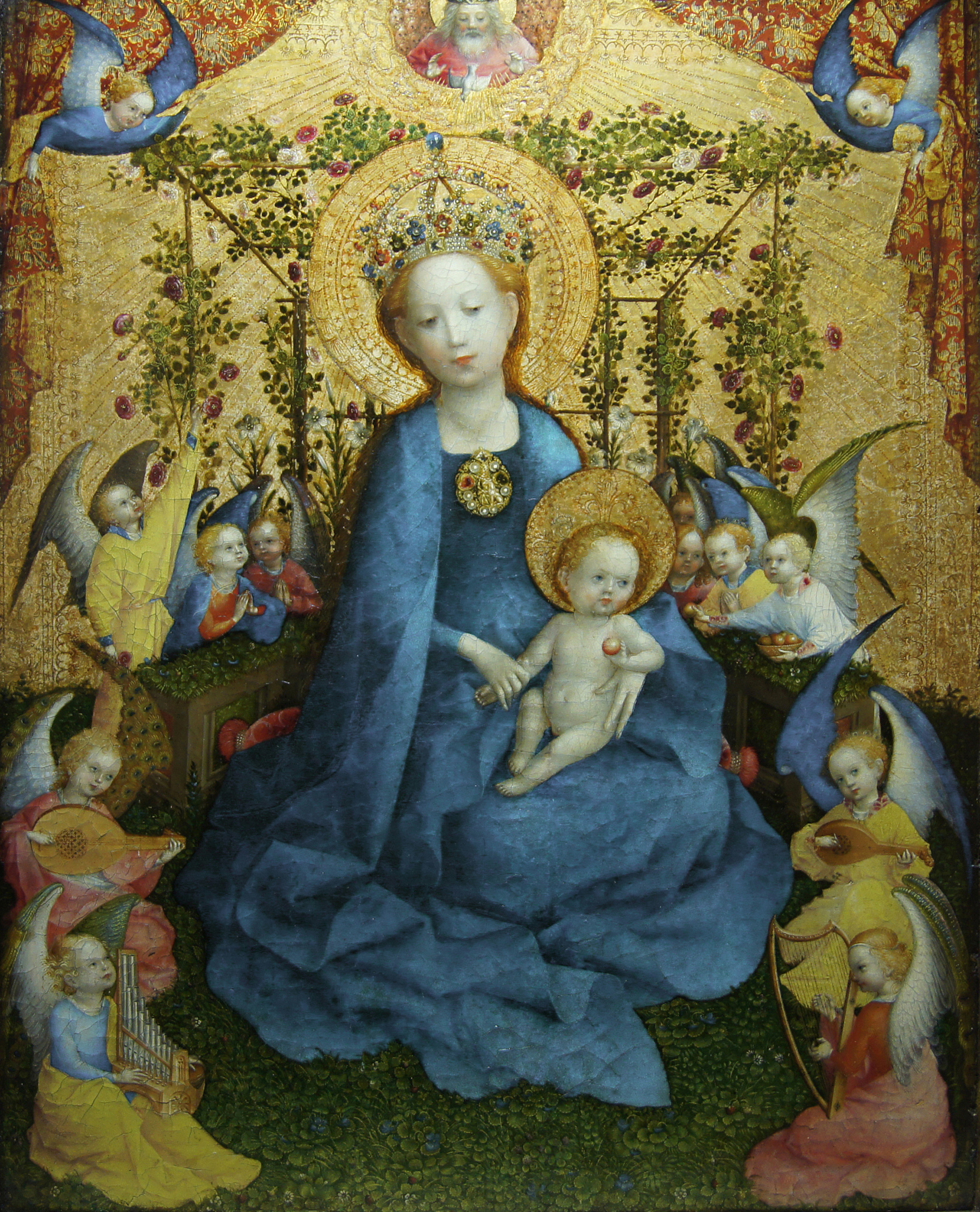
Stefan Lochner
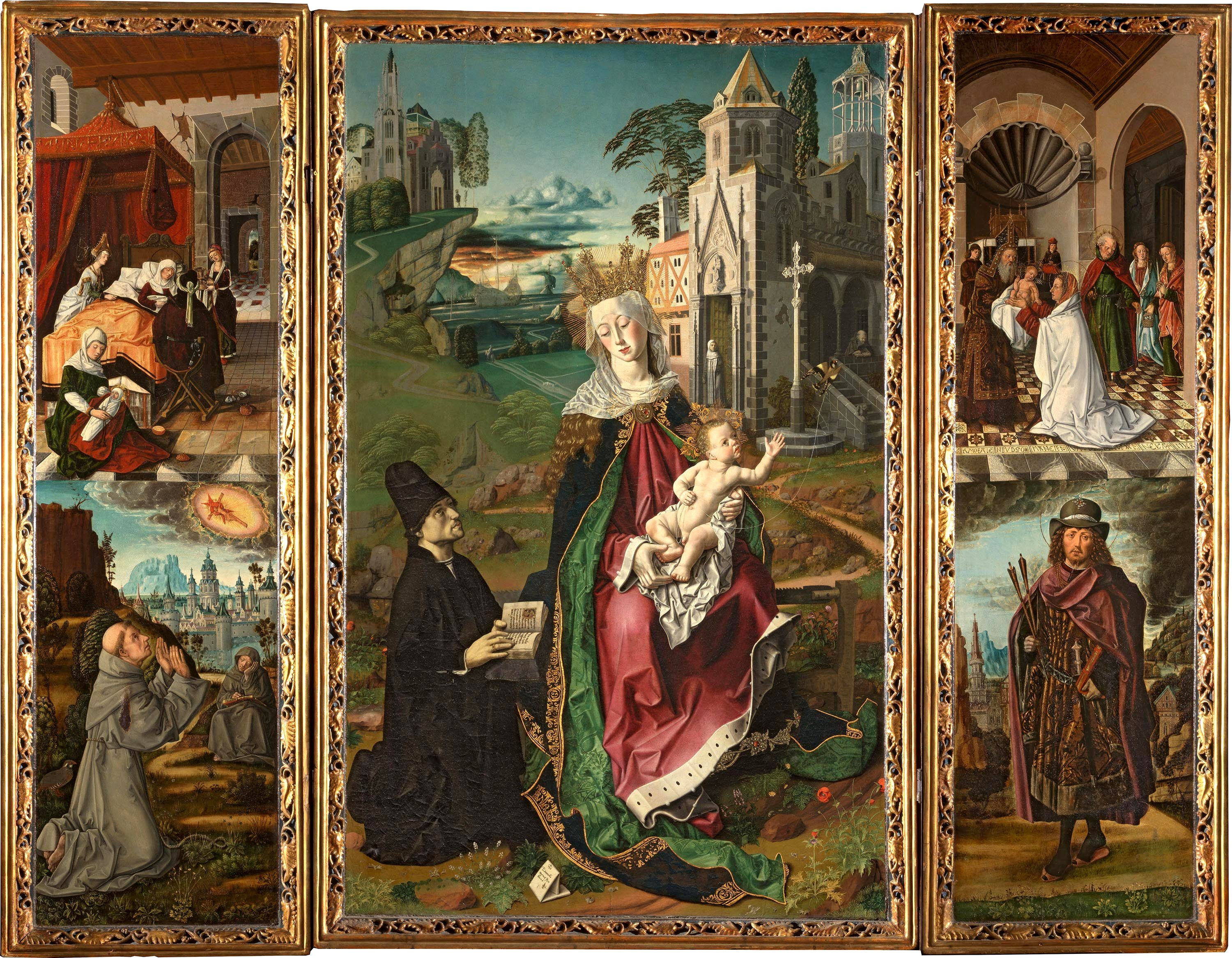
Spaans altaarstuk, 1485
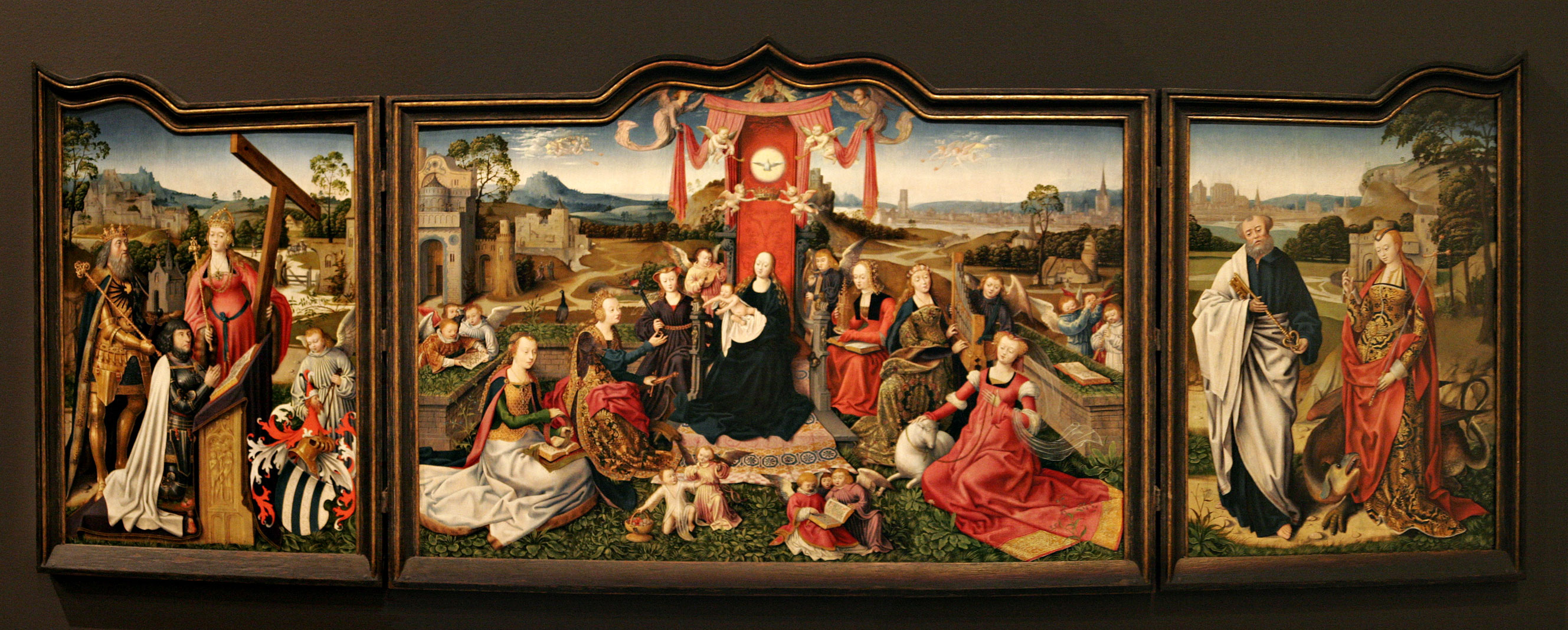
Keulen, ca. 1520
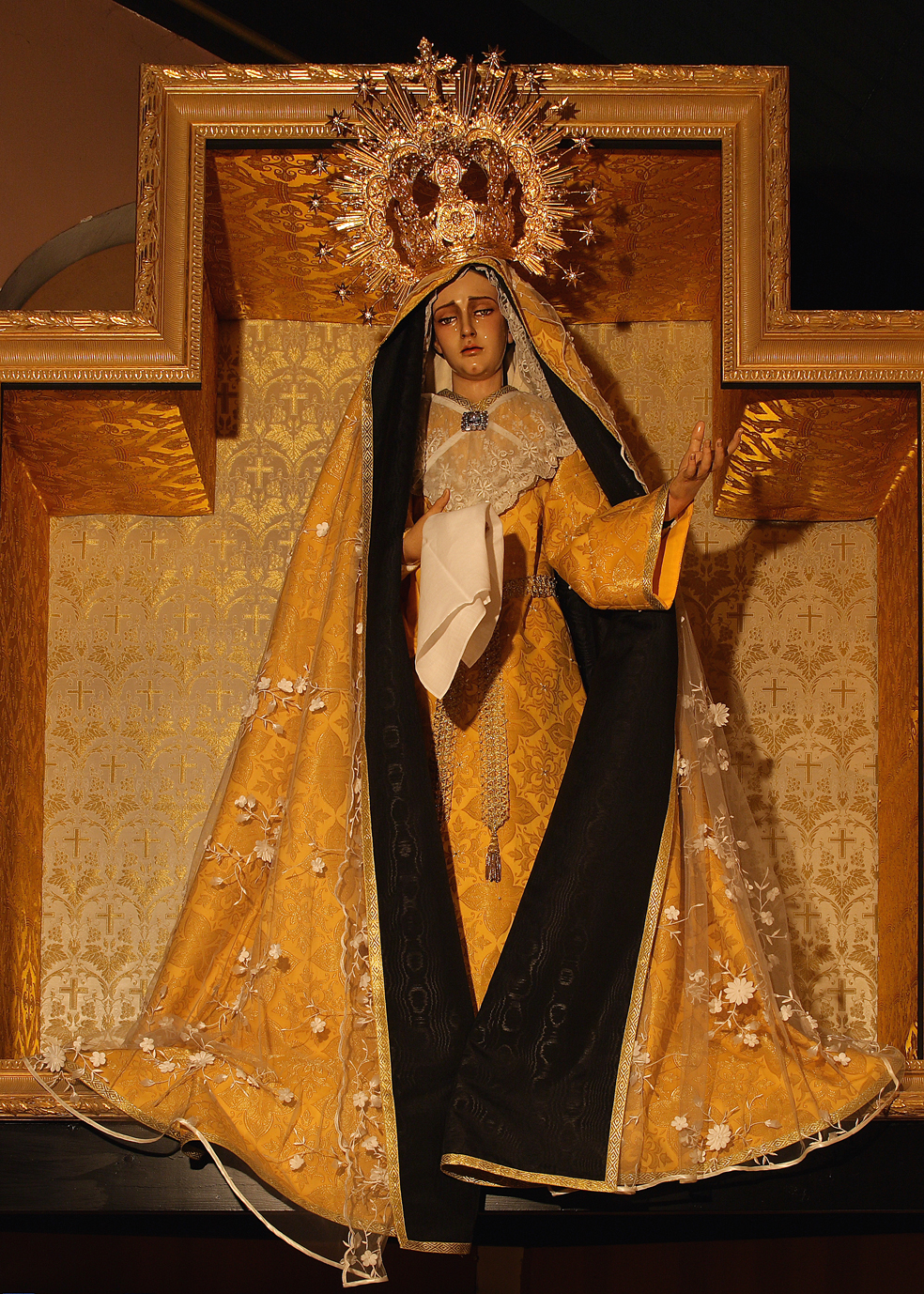
Onze Lieve Vrouwe van de Besloten Tuin